# Mrocza
Mrocza è un comune urbano-rurale polacco del distretto di Nakło, nel voivodato della Cuiavia-Pomerania.
Ricopre una superficie di 150,71 km² e nel 2004 contava 9 090 abitanti.